# Crişeni
Crişeni es una comuna ubicada en el distrito de Sălaj, Rumania.

## Superficie
Posee una superficie de 32,77 kilómetros cuadrados.

## Demografía
Hasta 2021 la población era de 3326 habitantes, con una densidad de población de 101,5 habitantes por kilómetro cuadrado.